# Shunt pulmonaire
 (février 2024).
Un shunt pulmonaire ou effet shunt est le passage du sang désoxygéné du côté droit du cœur vers la gauche sans participation aux échanges gazeux dans les capillaires pulmonaires. Il s’agit d’un état pathologique qui survient lorsque les alvéoles de certaines parties des poumons sont normalement perfusées de sang, mais que la ventilation (l’apport d’air) ne parvient pas à alimenter la région perfusée. En d’autres termes, le rapport ventilation/perfusion de ces zones est fortement réduit voir nul. C'est-à-dire que le rapport entre l’air atteignant les alvéoles et le sang qui les perfuse est significativement réduit voir nul.
Un shunt pulmonaire se produit souvent lorsque les alvéoles se remplissent de liquide, ce qui entraîne la non-ventilation de certaines parties du poumon bien qu'elles soient encore perfusées.
Le shunt intrapulmonaire est la principale cause d'hypoxémie (insuffisance d'oxygène dans le sang) en cas d'œdème pulmonaire et d'affections telles que la pneumonie dans lesquelles il y a une atteinte inflammatoire, voire purulente, du parenchyme pulmonaire.
Le shunt intrapulmonaire est spécifiquement un shunt où une partie du flux sanguin à travers les poumons n’est pas correctement oxygénée. D'autres shunts peuvent survenir lorsque les sangs veineux et artériels se mélangent mais contournent complètement les poumons (shunt extrapulmonaire).

## Shunt anatomique
Si chaque alvéole était parfaitement ventilée et que tout le sang du ventricule droit passait à travers des capillaires pulmonaires pleinement fonctionnels et qu'il y avait une diffusion sans entrave à travers la membrane alvéolaire et capillaire, il y aurait un échange gazeux sanguin maximal théorique et la P O 2 alvéolaire et la P O 2 artérielle serait la même. La formule du shunt décrit l’écart par rapport à cet idéal.
Un poumon normal est imparfaitement ventilé et perfusé, et un léger degré de shunt intrapulmonaire est normal. Le shunt anatomique se produit lorsque l'apport sanguin aux poumons via les artères pulmonaires est renvoyé via les veines pulmonaires sans passer par les capillaires pulmonaires, contournant ainsi les échanges gazeux alvéolaires. Le shunt capillaire est du sang qui passe à travers les capillaires des alvéoles non ventilées ou du sang désoxygéné circulant directement des artérioles pulmonaires vers les veines pulmonaires voisines par le biais d'anastomoses, en contournant les capillaires alvéolaires. De plus, certaines des plus petites veines cardiaques se jettent directement dans le ventricule gauche du cœur humain. Ce drainage du sang désoxygéné directement dans la circulation systémique explique pourquoi la P O 2 artérielle est normalement légèrement inférieure à la P O 2 alvéolaire, connue sous le nom de gradient alvéolaire-artériel, un signe clinique utile pour déterminer la cause de l'hypoxémie.
Le gradient alvéolo-artériel (Aa) mesure la différence entre les concentrations d'oxygène dans les alvéoles et dans le système artériel. Il s’agit d’une méthode clinique importante pour affiner le diagnostic différentiel de l’hypoxémie. Le calcul du gradient est le suivant :
```
Aa gradient = PAO
2
 - PaO
2
```

où PAO2 représente la pression alvéolaire d’oxygène et PaO2 représente la pression artérielle d’oxygène.
La pression artérielle en oxygène (PaO2) peut être mesurée directement à l'aide d'un test des gaz du sang artériel (ABG) ou estimée via le test des gaz du sang veineux (VBG). La pression alvéolaire de l'oxygène n'est pas facilement mesurée directement et est donc estimée à l'aide de l'équation des gaz alvéolaires.
```
PAO
2
 = (Patm - PH
2
O) FiO
2
 - PaCO
2
/RQ
```

où PAO2 représente la pression alvéolaire de l'oxygène, Patm représente la pression atmosphérique (au niveau de la mer 760 mm Hg), PH2O représente la pression partielle de l'eau (environ 45 mm Hg), FiO2 représente la fraction d'oxygène inspiré, PaCO2 représente la pression partielle du dioxyde de carbone dans les alvéoles (dans des conditions physiologiques normales autour de 40 à 45 mmHg), et où RQ représente le quotient respiratoire.

## Physiopathologie
Une répartition irrégulière de la ventilation peut survenir en cas d'asthme, de bronchiolite, d'atélectasie et d'autres affections, qui ont pour effet de réduire la quantité d'oxygène présente dans certaines alvéoles par rapport à d'autres. Si la perfusion normale de ces alvéoles devait persister, le sang de ces régions serait moins oxygéné que le sang des alvéoles normalement ventilées, et l'oxygénation sanguine combinée après mélange serait inférieure à la normale. Un shunt pulmonaire se produit lorsque ce déséquilibre est sous-compensé. La réponse normale des vaisseaux sanguins pulmonaires détectant une faible saturation en oxygène est de se contracter, ralentissant le flux à travers les zones sous-oxygénées, lui donnant ainsi le temps d'augmenter la saturation et augmentant le flux relatif à travers ces zones avec une oxygénation plus efficace, ce qui entraîne une oxygénation combinée plus élevée,. S'il n'y a pas d'oxygène disponible dans les alvéoles, le sang ne peut pas être oxygéné et tout sang circulant dans ces zones du poumon est considéré comme un shunt intrapulmonaire.
Lorsque les alvéoles se remplissent de liquide, elles sont incapables de participer aux échanges gazeux avec le sang, provoquant une hypoxie locale ou régionale, déclenchant ainsi une vasoconstriction. Cette vasoconstriction est déclenchée par un réflexe des muscles lisses, conséquence de la faible concentration en oxygène elle-même. Le sang est par conséquent orienté d'avantage vers les zones où la ventilation est plus efficiente.
Une diminution de la perfusion par rapport à la ventilation (comme cela se produit dans l'embolie pulmonaire, par exemple) est un exemple d'augmentation de l'espace mort. L'espace mort est un espace où les échanges gazeux n'ont pas lieu, comme la trachée ; c'est une ventilation sans perfusion. Un exemple pathologique de zone morte serait un capillaire bloqué par une embolie. Bien que la ventilation de cette zone ne soit pas affectée, le sang ne pourra pas circuler à travers ce capillaire ; par conséquent, dans cette zone, il n’y aura aucun échange gazeux.
Le shunt pulmonaire entraîne une diminution de l'hématose. C'est-à-dire enrichissement non suffisant en dioxygène et des niveaux plus élevés de dioxyde de carbone (c'est-à-dire que l'échange gazeux normal ne se produit pas suffisamment voire pas du tout).
Si l'administration d'oxygène à 100 % pendant cinq à dix minutes n'augmente pas la tension artérielle de l'oxygène plus que la pression alvéolaire de l'oxygène, alors le défaut dans le poumon est dû à un shunt pulmonaire. En effet, bien que la pression partielle d'oxygène du gaz alvéolaire ait été modifiée en donnant un supplément d'oxygène pur, la concentration en oxygène du gaz artériel n'augmentera pas autant car le décalage V/Q existe toujours et cela ajoutera toujours du sang désoxygéné au sang artériel via le shunt.